# 河内町立源清田小学校
河内町立源清田小学校（かわちちょうりつ げんせいだしょうがっこう）は、茨城県稲敷郡河内町源清田にあった公立小学校。

## 概要
河内町の西部に位置する。源清田村立小学校を前身に平成24まで存続した。みずほ小学校も僅か6年で廃校、改修され町役場みずほ分庁舎として使用される。現在は町教育委員会事務局や町商工会も入居する。

## 沿革
- 1872年（明治5年） - 古河林小学校開校[1]。
- 1875年（明治8年） - 光明院に源清田小学校開校[2]。
- 1886年（明治19年） - 源清田小学校に古河林小学校が合併[1][2]。
- 1902年（明治35年） - 暴風のため源清田尋常高等小学校校舎倒壊[2]。
- 1903年（明治36年） - 源清田尋常高等小学校焼失[2]。
- 1910年（明治43年） - 猿島新田の利根川の土手が決壊し、小学校が床上浸水[2]。
- 2012年（平成24年）4月1日 - 長竿小学校と統合し閉校、当地に「みずほ小学校」設置[3]。

## 進学
河内町立河内中学校